# ألبرت إف. جونز
ألبرت إف. جونز هو سياسي أمريكي، (و. 1858 – 1920 م). انتخب عضو مجلس ولاية كاليفورنيا ‏.